# Beev
Beev (acronyme de BE Electric Vehicle) est une entreprise française spécialisée dans la vente de véhicules électriques et l'installation de bornes de recharge,. Basée à Paris, elle a été fondée en 2019 par Solal Botbol et Chanez Djoudi.

## Activité
Beev est une plateforme qui accompagne les entreprises et les particuliers dans l'acquisition des véhicules électriques (l’achat et en leasing) et l'installation des bornes de recharge en France. La société met aussi à disposition un comparateur de véhicules électrique, un outil de supervision d’infrastructure de bornes de recharge, une solution de mesure de l’empreinte carbone, et un calculateur de TCO (Total Cost of Ownership). L’entreprise est également active dans la gestion des parcs de véhicules électriques.
Labellisée GreenTech Innovation par le ministère de la Transition Écologique, Beev a été incubée au Moove Lab ainsi qu'à l'incubateur HEC et soutenue par le mouvement Sista

## Histoire
Solal Botbol a co-fondé la plateforme en tirant parti de son expérience personnelle lorsqu'il envisageait l'achat d'une voiture électrique.
Pour financer son démarrage, Beev a bénéficié de la Bourse French Tech de Bpifrance et, en tant que lauréat du Réseau Entreprendre, d'un prêt d'honneur de 30 000 €. En juin 2020, Beev lance un simulateur d'achat de véhicules électriques.
En 2021, Beev réalise un chiffre d’affaires de 300 000 euros, pour un volume d’affaires de 4 millions d’euros. L’entreprise annonce qu'elle collabore avec plus de 80 concessionnaires. En septembre 2021, Beev a réussi à lever 1,5 million d’euros pour développer son commerce de véhicules électriques en ligne. L'investissement a été effectué par Via ID, un fonds affilié au groupe Mobivia,.
En octobre 2022, Beev lance une nouvelle carte de recharge universelle, en partenariat avec Last Mile Solutions, spécialiste néerlandais des solutions de gestion de la recharge.
En décembre 2022, L’Union européenne, à travers la structure EIT Urban Mobility, fait son entrée au capital de Beev,.